# Малашняк Андрій Володимирович
Андрі́й Володи́мирович Малашня́к (26 вересня 1984 — 5 вересня 2014) — старший солдат Збройних сил України, учасник російсько-української війни.

## Життєвий шлях
Народився 1984 року в місті Львів. Закінчив львівську ЗОШ № 65, одружився, проживав в львівському мікрорайоні Білогорща.
В часі війни — гранатометник, 3-й батальйон територіальної оборони «Воля».
5 вересня 2014-го близько 13 години взвод молодшого лейтенанта 3-го БТРо Калиновського Павла Олександровича кількістю 25 військовиків, та кілька вояків 1-ї танкової бригади, серед яких був Дмитро Власенко, поблизу села Шишкове після 2-годинного бою здійснив відхід у західному напрямку. Командир взводу Павло Калиновський разом з важкопораненим у стегно Андрієм Малашняком та ще трьома бійцями свого взводу і трьома військовослужбовцями 1-ї окремої танкової бригади увечері біля Крутої Гори попав у засідку. Після перестрілки потрапили до полону, полонили й військовиків 3-го БТРо Павла Калиновського, Петрака Олега Михайловича, Кузьмина Михайла Степановича та Литвина Мирослава Богдановича. Розстріляний терористами з Дмитром Власенком та не ідентифікованими станом на лютий 2017-го вояками, похованими в могилах № 6417 та № 6418.
Вважався зниклим безвісти. 4 червня 2015 року у місці масового поховання, приблизно за 500 метрів на схід від села Крута Гора, дорогою, яка веде до Раївки, знайдено чотири невпізнаних тіла. За результатами молекулярно-генетичної експертизи ідентифіковані Павло Калиновський, Дмитро Власенко та Андрій Малашняк. В ході проведення розслідування стали відомі факти, на підставі є можливість стверджувати, що четвертим було тіло Андрія Норенка, і їх спочатку взяли в полон, а згодом розстріляли.
30 жовтня 2015 року воїна поховали у Львові на кладовищі Білогорщі.
Без Андрія лишились батьки, дружина, сестри Марта, Наталія, Олена.

## Нагороди та відзнаки
- Указом Президента України № 189/2018 від 27 червня 2018 року, «за особисту мужність і самовіддані дії, виявлені у захисті державного суверенітету та територіальної цілісності України», нагороджений орденом «За мужність» III ступеня (посмертно)[1].

## Вшанування
- У листопаді 2015 року на приміщенні школи, що на вулиці Роксоляни, 35, відкрито меморіальну дошку випускникові Андрію Малашняку.
- Його портрет розміщений на меморіалі «Стіна пам'яті полеглих за Україну» у Києві: секція 4, ряд 2, місце 26
- Вшановується в меморіальному комплексі «Зала пам'яті», в щоденному ранковому церемоніалі 5 вересня[2]

## примітки
1. ↑  Указ Президента України від 27 червня 2018 року № 189/2018 «Про відзначення державними нагородами України»
2. ↑  Герої не вмирають — Вони в віках живуть! В Міноборони вшанували загиблих Українських воїнів